# Національний парк Сьєрра-де-Гвадаррама
Національний парк Сьєрра-де-Гвадаррама (ісп. Parque nacional de la Sierra de Guadarrama) — національний парк площею понад 30000 га в іспанській провінції Сеговія і автономному співтоваристві Мадрид. Займає південний схід гірського ланцюга Сьерра-де-Гвадаррама.
Утворений 26 червня 2013 року законом 7/2013; хоча пропозиція про його створення уперше була висловлена ще в 1920-ті роки, роботи безпосередньо із створення резервату почалися лише в 2006 році.
Це п'ятнадцятий за часом створення і п'ятий за розміром з національних парків Іспанії. Територія включає 11 різних екосистем; у них мешкає понад 1280 видів тварин (олені, кабани, іберійські вовки, косулі, лані, гірські козли, борсуки, горностаї, зайці тощо), з яких 13 знаходяться під загрозою знищення, 1500 видів рослин; у парку представленео 45 % представників іспанської фауни і 18 % — європейської.

### Ресурси Інтернету
- Вікісховище має мультимедійні дані за темою: Національний парк Сьєрра-де-Гвадаррама
- Información del Parque Nacional de Guadarrama en la Web de la Comunidad de Madrid
- Información del Parque Nacional de Guadarrama en la Web fida.es
- Mapa oficial de la vertiente madrileña del Parque nacional de Guadarrama
- Noticia de la presentación del Parque Nacional de Guadarrama en ElMundo.es
- Análisis del proyecto de Parque Nacional en la Sierra de Guadarrama
- Sierra amada, sierra atada El escarabajo verde (La 2), 25/03/10.
- Parque Nacional de Guadarrama, menos protección y más negocio, Diagonal, 23 de mayo de 2013.

## Галерея

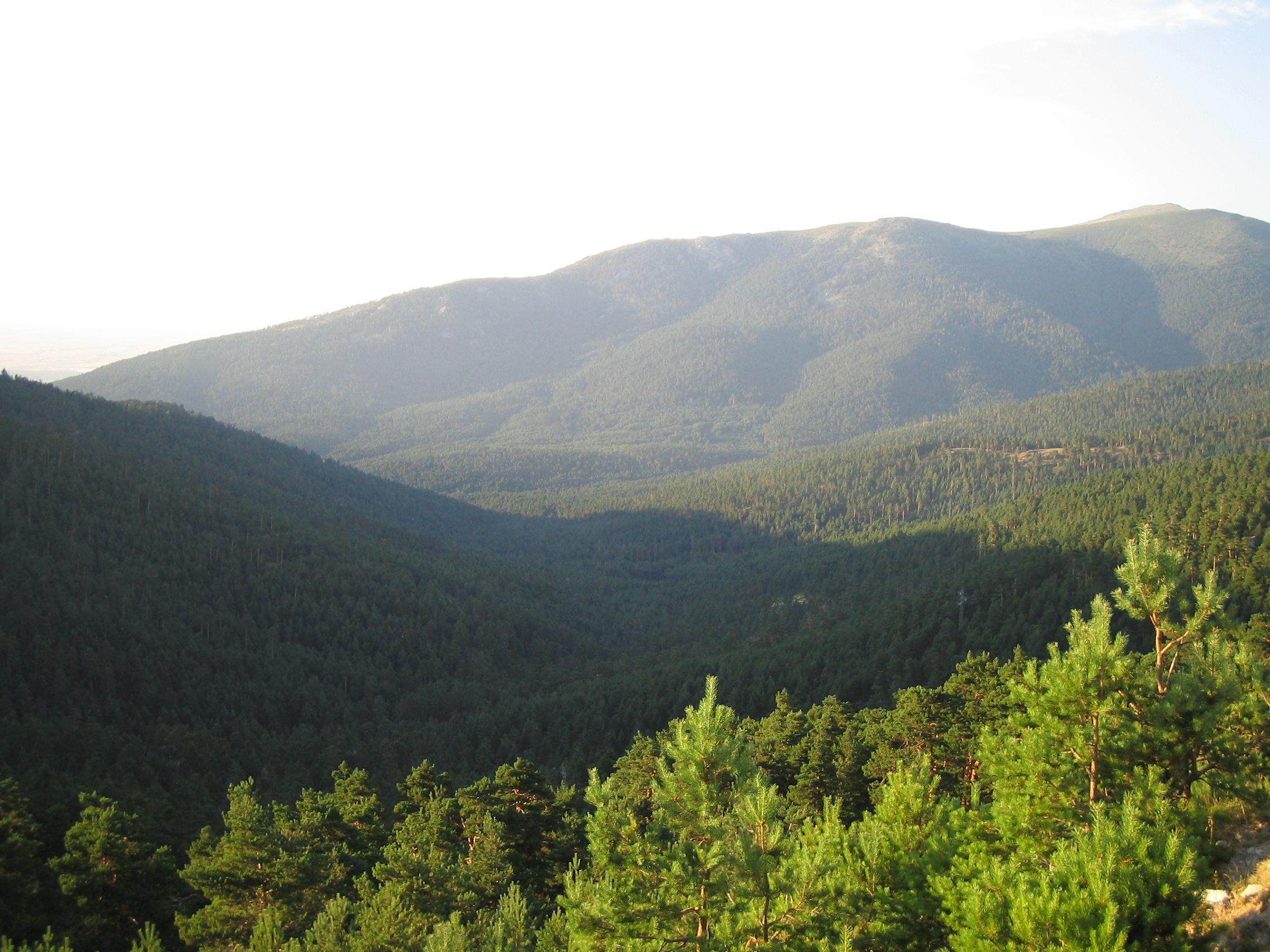
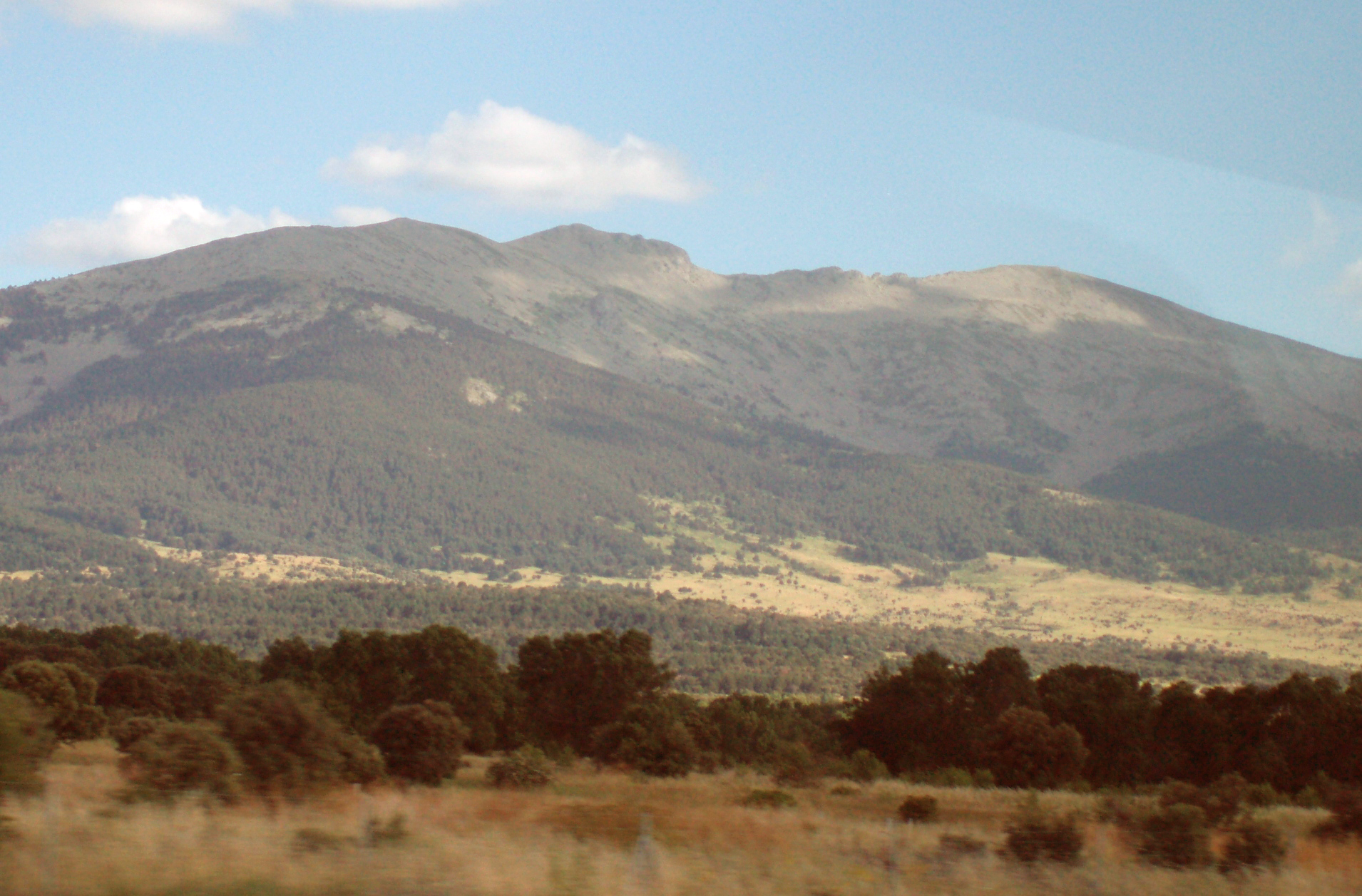
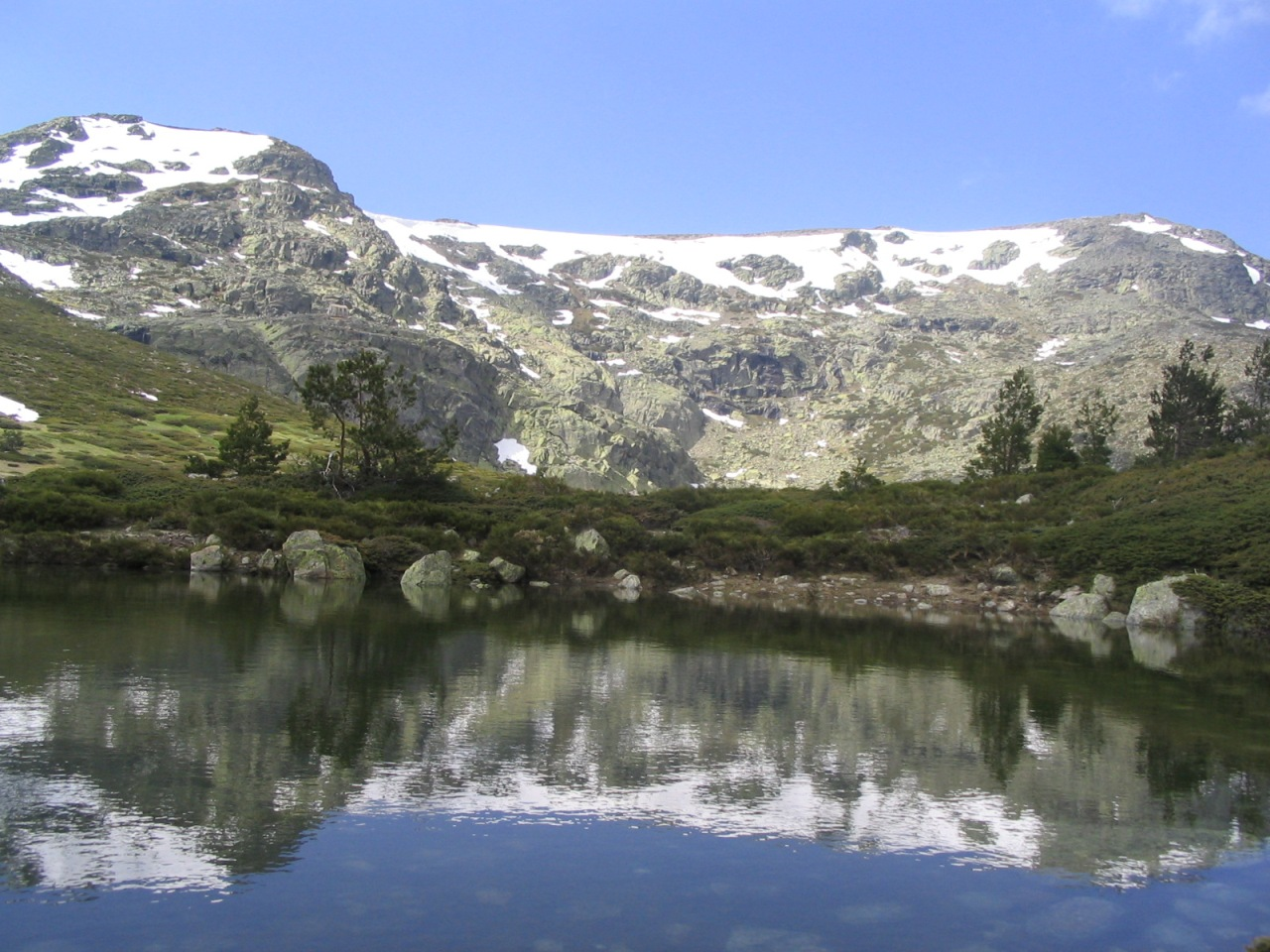
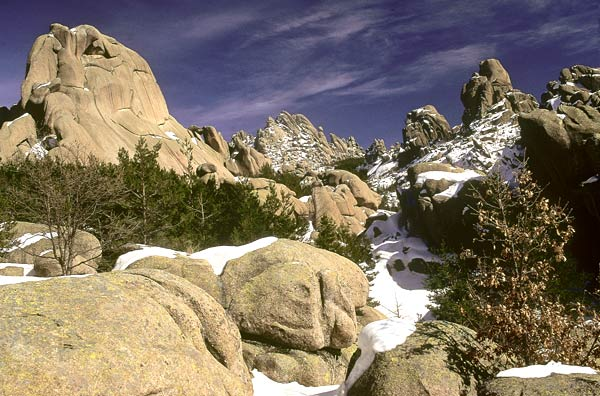
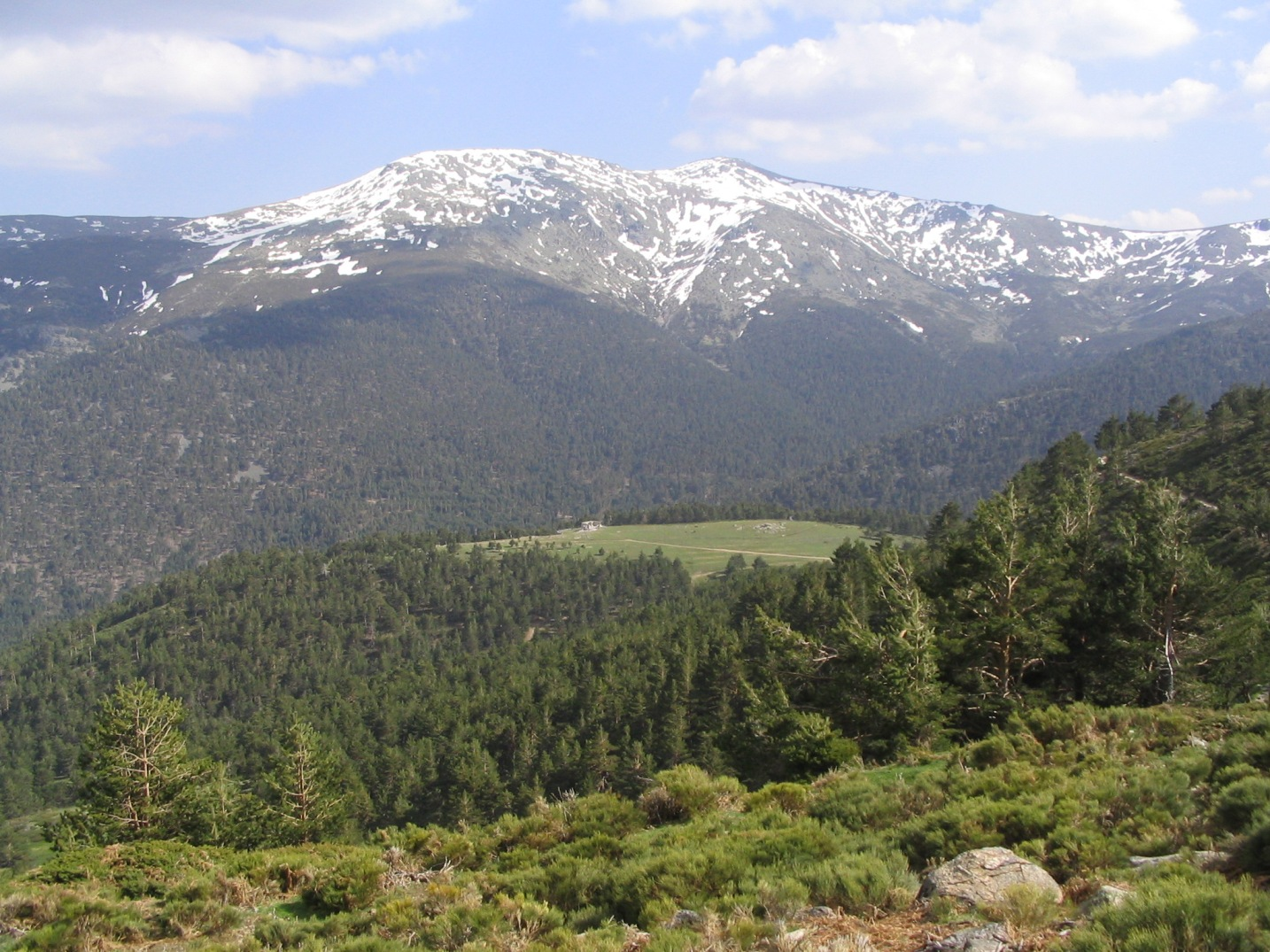
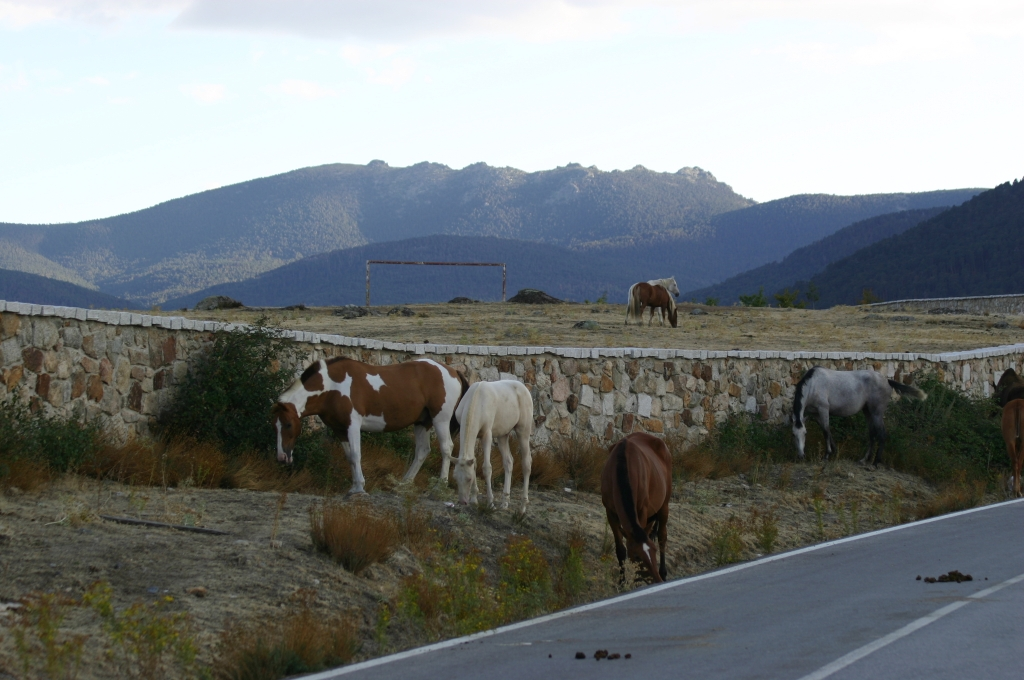
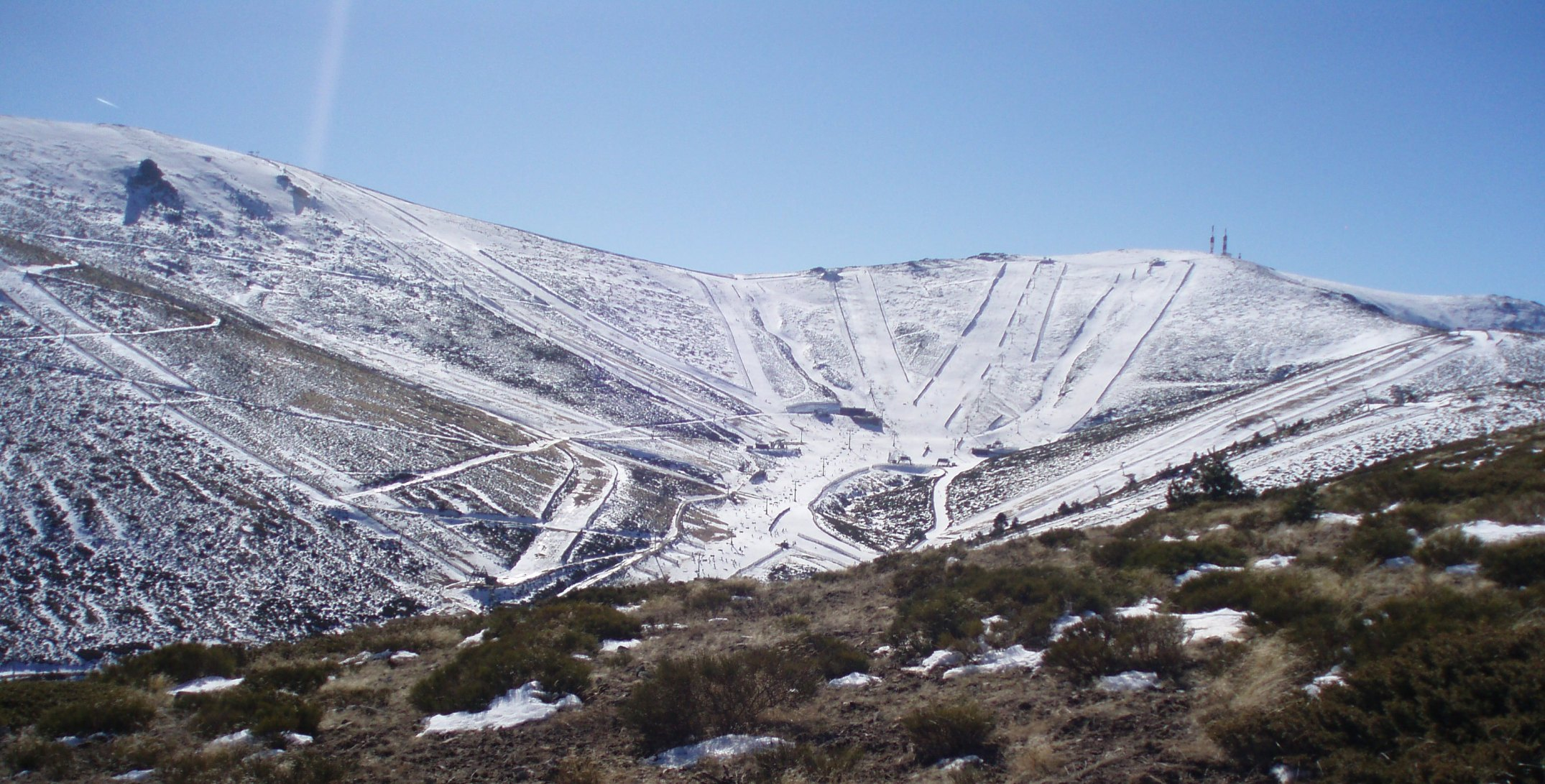